# San Antonio del Norte
San Antonio del Norte es un municipio del departamento de La Paz en la República de Honduras.

## Límites
| Orientación | Límite                                   |
| ----------- | ---------------------------------------- |
| Norte       | Municipio de San Juan, La Paz            |
| Sur         | Municipio de Caridad, Valle              |
| Este        | Municipio de Lauterique, La Paz          |
| Este        | Municipio de Aguanqueterique, La Paz     |
| Oeste       | Municipio de Mercedes de Oriente, La Paz |
| Oeste       | República de El Salvador                 |

La cabecera municipal está asentada en una pequeña sabana rodeada de cerros.

## Historia
Sólo se ha encontrado el título del terreno de este municipio, que antes se llamaba "San Antonio de Padua" y sin duda por el fuerte viento que azota ese lugar le dieron el nombre de San Antonio del Norte.
En 1739, el terreno fue vendido al Convento de Nuestra Señora de La Merced, de la Provincia de Comayagua.
En 1857, fue adquirido por compra de la Diócesis de Comayagua, después lo vendieron a esa municipalidad.
En 1889, en la División Política Territorial de 1889, era cabecera de Distrito.

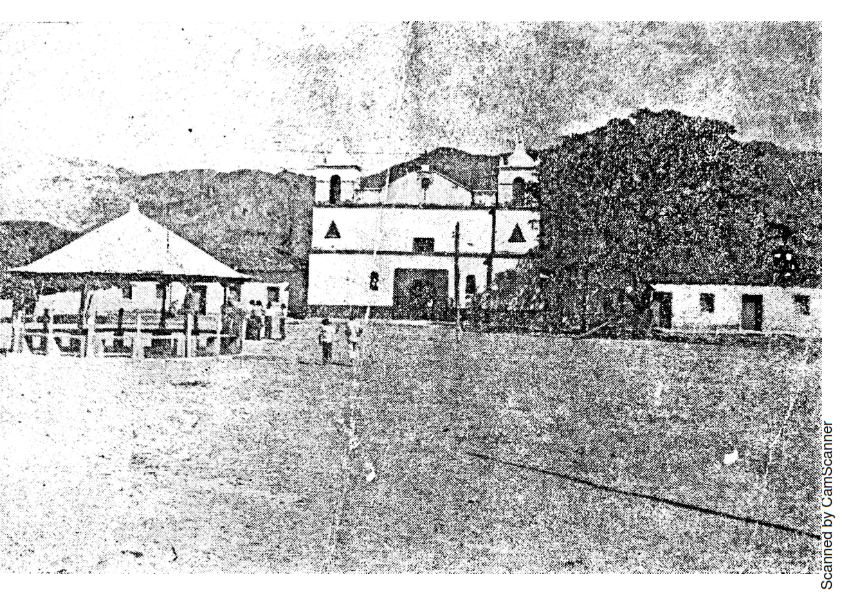
La imagen data de inicio de la década de los años 1980 tomada de la portada de la Biografía de San Antonio del Norte, realizada por el Prof. Rafael Antonio Castillo Lizardo.

## División Política
Aldeas: 5 (2013)
Caseríos: 47 (2013)
| Código | Aldea                 |
| ------ | --------------------- |
| 121101 | San Antonio del Norte |
| 121102 | Hato Viejo            |
| 121103 | Las Cañas             |
| 121104 | Matapalo              |
| 121105 | Pitahayas             |